# ويليام فولتون
ويليام فولتون (بالإنجليزية: William Fulton)‏ هو مخطط حضري أمريكي، ولد في 26 سبتمبر 1955 في أوبورن في الولايات المتحدة.